# Пажниці
Пажниці (пол. Parznice) — село в Польщі, у гміні Коваля Радомського повіту Мазовецького воєводства.
Населення — 870 осіб (2011).
У 1975-1998 роках село належало до Радомського воєводства.

## Демографія
Демографічна структура станом на 31 березня 2011 року:
|          | Загалом | Допрацездатний вік | Працездатний вік | Постпрацездатний вік |
| -------- | ------- | ------------------ | ---------------- | -------------------- |
| Чоловіки | 430     | 120                | 283              | 27                   |
| Жінки    | 440     | 109                | 259              | 72                   |
| Разом    | 870     | 229                | 542              | 99                   |